# フランコ・ロテッリ

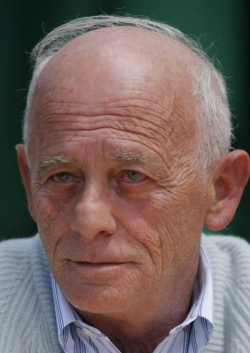
フランコ・ロテッリ

フランコ・ロテッリ（Franco Rotelli、1942年6月23日 - 2023年3月16日）はイタリアの精神科医。
イタリアにおける精神保健改革の立役者の一人。改革の父、フランコ・バザーリアの筆頭格の協力者で、バザーリアがパルマ県立コロルノ精神病院の院長だった1970年ころから親交があり、バザーリアがトリエステに迎えられた1971年からトリエステ県立サンジョヴァンニ病院院長を辞める1979年まで、行動を共にした。
トリエステの精神保健改革の実験は、後に世界中に知れ渡ることになるのだが、1978年に成立した法律180号（新精神保健法、通称バザーリア法）の起草時期に、この実験は「精神疾患は病院なしで支えられる」ことを証明したという意味で、重要な役割を果たした。そしてバザーリア法は、イタリア全土の精神病院の完全閉鎖と、それに代わる地域精神保健サービス網の整備に、道を開いた。
　ロテッリは、バザーリアが首都ローマの精神保健改革のためにトリエステを離れた1979年にサンジョヴァンニ病院長を継ぎ、1980年には病院を完全に閉じた。そののち1995年まで、トリエステ県の地方保健機構（USL）の精神保健局長を務めた。のちUSLは地方保健公社（ASL）に改組され、ロテッリは10年以上にわたって公社代表を務めた。2013年にはフリウリ・ヴェネツィア・ジューリア州議会議員となり、保健・社会政策委員会委員長に選出される。

## 経歴
3兄弟の末弟。長男は、10年間カザルマッジョーレという小さな町の町長を務めた。次男は、1990年代イタリアのイエズス会の管区長であった。
　パルマ大学では医学全般および外科を学んで卒業。「死んだ体の科学」から「人間臭い医学」へと志向。父ピエトロは、戦後間もない時、零細農家やポー川流域の耕作者たちで協同組合を設立した人物だった。そんな父の行動や、家族の誰もが担っていた社会的な責務、に触発されて、人間の「権利」や「自由」に強い関心を抱くようになり、「抑圧的で人権に無頓着な精神医学」と出会うことになる。
医学部を卒業した1969年、ロテッリは臨床神経精神医学を専攻。ロンバルディア州のカスティリオーネ・デッレ・スティヴィエーレ司法精神病院（法務省管轄）で働くようになる。彼は法務省と掛け合って、この保安処分施設から被収容者を表に連れ出す行動に出る。
その当時、すでに、彼はパルマ県立精神病院長のバザーリアと親交があった。そしてバザーリアが1971年にトリエステ県立精神病院に迎えられると、ロテッリはバザーリアの下で働くことになる。当初は研修医だったが、1973年、県立精神病院の採用試験に首席で合格。30歳であった。
1979年、バザーリアがトリエステの精神病院長の職を辞してローマへ移るとき、後継者にロテッリを指名。ロテッリは精神病院を閉じると、365日無休24時間オープンの精神保健センター、支援付きアパート、グループホーム、就労のための社会協同組合、芸術的・文化的・演劇的な活動を行うアトリエなどを設立。世界のモデルになるような地域精神保健サービスのシステムをつくりあげていった。
1986年には、精神保健研究・リサーチセンターが発足。同センターは、やがて世界保健機構（WHO）の協同センターとなった。
180号法は、長きにわたって様々な政治権力やイタリアの多くの地方行政から敵視されてきたが、トリエステの精神保健サービスの実績が、同法の信頼性を担保することになった。
1980年代の前半には、精神病院に代わる精神医療を掲げた『レゾー・インターナショナル』に参加、ブラジル、アルゼンチン、ドイツ、スペイン、キューバ、ドミニカ共和国、ヴェネズエラ、ギリシャ、（旧）ユーゴスラヴィア、日本といった国々に招かれて講演し、精神疾患の人々が見捨てられている現実を糾弾。
1990年代の半ば、ヨーロッパ委員会（今日のEU）から託されて、ギリシャのレロス島にある極めて暴力的なマニコミオ（精神病院）を、トリエステとオランダでチームを組んで改革。
1997年になるとロテッリは、イタリア～キューバの政府間協力の責任者という任務を引き受けた。同国にある精神科施設をめぐって、批判的な省察を行い、約１年にわたって、ハバナでキューバ当局のテコ入れを遂行。同時に世界保健機構（WHO）のプロジェクトとしてブラジル、アルゼンチン、ドミニカ共和国の精神保健改革に参加。
1998年、フリウリ・ヴェネツィア・ジュリア州政府により、「トリエスティーナ１」保健公社の代表に任命された。2001年から2004年まで、カンパーニャ州知事バッソリーノの招きで、「カゼルタ２」保健公社代表になった。「カゼルタ２」の管内には、悪名高いアヴェルサ司法精神病院があった。ロテッリは、司法精神病院から囚人を救い出すために、トリエステ流の厚い地域精神保健サービス網を構築した。
2013年、ロテッリは、フリウリ・ヴェネツィア・ジューリア州の州議会議員になり、保健・社会政策委員会委員長に選出された。

## 思想
ロテッリは、1967年に発表した処女作のなかで、すでに支配的な精神医学のイデオロギーに対して批判的な姿勢を鮮明に打ち出していた。彼は、そうしたイデオロギーの構造すべてを完膚なきまでに論破していった。なかでも、公式の精神医学が作り上げたもので、重要視されていたクルト・シュナイダーの「精神病質の概念」に焦点を当てて、批判を展開した。そして、他者との出会いを主題に据えた“サルトル的”なアプローチを提唱した。
このアプローチでは、支配的なイデオロギーが主張している、歴史を超えた目的や独自の目標ではなく、普遍的な価値を希求し、自由という倫理をはっきりと刻み込んだ実践を目指していた。
それ以降、科学もどきの単純化かつ短絡化された馬鹿げた診断ではなく、“複雑性の知”に基づきながら、自由に向けた実践を進めていく道筋を、ロテッリは熟考していくことになる。ここでいう“複雑性の知”とは、客観的な物理主義というよりも、今まさに生じている物理的な作用に注目しながら、主体と主体の間や主体と集団の間で、絶え間なく対話を続けるものだった。
マニコミオの終焉は、単純極まりないパラダイムとそこから引き起こされる暴力を乗り越えてゆくためには、不可避の通過点であるとロテッリは考えていた。目指すべきは、複雑性に基づくパラダイムであり、そこでは、人と人との関係性が、自由な実践や政策を通じて、人々の生活における自由と人間間の相互関係を、最大限に追求するものでなければならない。というのは、人は誰しも、他者との出会いと衝突に向き合い、また、そうした出会いと衝突のなかで生きているからである。また、人々が生きている具体的な現実世界のなかで、人は他者との出会いと衝突を創り上げるからである。
イタリア、日本、ブラジル、スペイン、フランス、その他数々の国々で開催された会議で発表された文章は、『正常さのために』と題された作品に纏められている。そこでは、インスピレーションの源泉となるような様々な原則が提示されるとともに、トリエステの精神医療サービスを抜本的に再構築するための道筋が述べられている。
ロテッリは、トリエステおよびイタリアの他の地域、さらにヨーロッパおよびそれ以外の国々において、精神医療の仕組みを変えた、Deistituzionalizzazione（脱施設化、アサイラムの克服）と“政治体制の創造”の過程、を分析した。マニコミオの閉鎖は、病人を見捨てることに他ならないと主張する保守派からの非難に対して、ロテッリは、1986年、“脱施設化――もう一つの道筋”と題された論文を発表した。それは、後に多くの言語に翻訳された。その論文では、トリエステの実践を進めるうえで、地域社会全体に対して責任を引き受けること、また、そうした取り組みがアメリカや他の多くの国々の公共政策の流れといかに大きな隔たりがあるかが分析された。
また、政策のなかで社会的包摂を積極的に進めることにも、多大な注意が向けられた。そうした証言は、1980年代の後半のオータ・デ・レオナルディスやディアーナ・マウリとの共著『社会的企業のために』のなかで発表された。
社会的排除というものは、実際のところ、あらゆる実践的かつ理論的な事業において、どこにでも存在している宿敵である。その宿敵が、精神医療という領域では、強制というかたちで現れ、それが世界中で繰り返されているように見える。そこでロテッリが提唱したのは、全く正反対の実践だった。それは、“精神病を括弧に括る”というバザーリアの示した前提に基づきながら、あらゆる分野や場所において、積極的な活動を推進しようとするものだった。そこでは、精神病患者に刻み込まれたスティグマ、患者をモノのように扱う過程、患者の拘束に抗い、人間にとっての普遍的な必要性やあらゆる意味での公正さに応えることが重視された。精神病患者にはこうした権利が十分には確保されていなかったが、彼らは社会生活のなかで誰よりも傷つけられており、いつでも傷つけられやすい立場にあった。社会的身分の保障といった意味でも、そうした必要性や公正さがいっそう尊重されなければならなかったのである。
ロテッリは取り組みを推し進めるなかで、その関心を精神医療から医療システム全体にまで広げていった。そこでは、一人の主体に奉仕する医学を探究することが求められた。そうした主体は、まさに医療との関係性のなかで現れるのか。さもなければ、医学に打ち負かされてしまうかだった。
人々が待ち望んでいたのは、生活のなかにある現実の問題に、どのように立ち向かうべきかを指し示す医療の仕組みだった。したがって、そこには医療分野だけではない、健康にかかわる本質的な問題、そして、地域社会との結びつきという問題に応えることも必要とされていた。
病院や医療には、しばしばこうした結びつきを切断してしまう傾向がある。いつ再発するとも限らない病について、最も好ましい予後を大切にする手段としては、生活をとりまく環境や“社会的資本（ソーシャル・キャピタル）”を支えることが不可欠であるにも関わらずである。
したがって、いつでも擁護されるべきなのは、強固な公的地域医療であり、病院（まさに病院こそがE.ゴッフマンのいう“全制的施設”のうちの一つだった）という役割のさらなる縮小だった。公的施設を民主化していくこと、また、そうした施設の透明性と有効性を高めていくことは、医療機構を運営するうえで、根本的に重要な問題として追求された。ロテッリは、数十年にわたって、こうしたことに力を尽くしてきたのである。
フランコ・ロテッリの実践と思想は、いつでも変わることなく、一つの確信に貫かれていた。その確信とは、閉ざされた施設と開かれた施設の間での矛盾であれ、そうした弁証法に取り組むことであれ、私たちの時代の根本的な矛盾というものが、様々な社会組織と対人関係性において、政治的・倫理的・科学的な観点から、最優先されるべき責務に違いないというものだった。
2015年の5月、トリエステの医療チームの40年間にわたる取り組み関する、文章と写真からなる年代記『創造された施設』が出版された。その中で、ロテッリはトリエステの精神・保健医療サービスをめぐって、前人未到の活動や出来事に満ち溢れた道のりを描き出してた。そうした事業を通じて、人生に意味を与える実験室が造られ、あらゆる生活の局面が展開していく総合的な環境が形作られた。そこで人々は、ルールとユートピアとの狭間で、情緒的な面や人との関わりといった面、あるいは、より集団的な面や演劇性といった一面、そして、実際に何かの事業に取り掛かろうとする側面を探究することになった。

## 文献
- L'impresa Sociale, Milano, Anabasi, 1994, ISBN EAN ISBN 9788841770191.
- La empresa social (PDF), Buenos Aires, Ediciones Nueva Vision, 1995.
- Per la normalità, Trieste, Casa Editrice Asterios, 1997, ISBN EAN ISBN 8885326102.
- Desinstitucionalizacao, San Paolo, Hucitec Editore, 2001.
- Vivir sin Manicomios, Buenos Aires, Editorial Topia, 2014.
- L'istituzione inventata/Almanacco Trieste 1971-2010, Merago, Edizioni Alphabeta Verlag, 2015, ISBN EAN 978-88-7223-234-7.